# باريس تورز 1906
باريس تورز 1906 هو سباق دراجات هوائية، وهو الموسم رقم 3 من باريس تورز، وأقيم في 1906.
فاز بالمركز الأول لوسيان بوتي-بريتون، وبالمركز الثاني لويس تروسيلير، وبالمركز الثالث هنري كورنيه.

## الفائزون
| الترتيب | الفائز             |
| ------- | ------------------ |
| الفائز  | لوسيان بوتي-بريتون |
| الثاني  | لويس تروسيلير      |
| الثالث  | هنري كورنيه        |